# Nosislav
Nosislav je městys v okrese Brno-venkov v Jihomoravském kraji. Rozkládá se při řece Svratce v Dyjsko-svrateckém úvalu, nedaleko jeho přechodu do Ždánického lesa. Převážná část zastavěného území obce je na levém břehu Svratky, která přitéká do katastru od severu a jejíž směr určuje trasu dvou hlavních ulic v délce přes dva kilometry. Výhodná poloha svahů a teplé podnebí s mírnými zimami přejí tradičním plodinám v oblasti – vinné révě, meruňkám a jabloním. Žije zde přibližně 1 400 obyvatel.
Jedná se o vinařskou obec ve Velkopavlovické vinařské podoblasti (viniční tratě Šimberky, Přední hory, Kacířky, Kozí hory, Kyndlířky, Staré hory, Flaneky, Randla).

## Geologie a geografie
Geologická stavba byla utvářena v třetihorách, oblast byla zatopena a na dně moře se usazovaly sypké horniny, jemné písky a jíly. Čtvrtohorního stáří je spraš (cihlářská žlutice) vzniklá vlivem mohutných větrů a vody. Nerostné zálezy: pelosiderit a sádrovec x v neogenních jílech a epsomit s mirabilitem (hořké soli ve formě půdních výkvětů). Průmyslově se dosud cihlářských jílů nevyužívá, v minulosti však bylo v katastru několik menších cihelen většinou na nepálené cihly, kterým se říkalo kotovice. V roce 1928 se uvádí šest cihelen v provozu. Pozůstatky těžební činnosti jsou dodnes v terénu viditelné, nejpatrnějším pozůstatkem je komín cihelny za domem čp. 288 (Hanuškova cihelna). Pokusně byla v katastru vrtána nafta, ale bez většího úspěchu. Průměrná nadmořská výška v zastavěné části obce se uvádí 192 m, nejvyšším bodem katastru je vrch Dlouhá liška (237 m). Rozloha katastrálního území je 1679 ha, z toho bylo v 80. letech 20. století uváděno 1257 ha zemědělské půdy, 310 ha lesa, 14 ha vod a 98 ha zastavěných ploch včetně komunikací, dvorů a neplodných ploch. 1257 ha zemědělské půdy šlo dále ještě rozdělit na 1012 ha orné půdy, 19 ha zahrad, 70 ha vinic, 105 ha ovocných sadů, 12 ha luk a 39 ha pastvin.

## Ochrana přírody a krajiny
Na katastru městyse se nachází přírodní památky Nosislavská zátočina (jediný zachovalý meandr na dolním toku řeky Svratky), Přísnotický les a Knížecí les. Do severní části katastru zasahuje Přírodní park Výhon.

## Název
Název vesnice (původně v mužském rodě) byl odvozen od osobního jména Nosislav (v jeho první části je základ slovesa nositi) a znamenalo "Nosislavův majetek". Německé jméno Nus(s)lau vzniklo z českého. Jméno městyse v průběhu času: 1278 Nozizlab, 1349 Nusla, 1358 Nosslaw (Noslau), 1361 Nossislaw, 1366 Nosislava, 1368 Nosislav a 1850 Nuslau, Nosislav.

## Historie
První písemná zmínka o Nosislavi pochází z roku 1278 (in Nozizlab) a dokládá dávnou existenci Nosislavi. Náhodné vykopávkové nálezy svědčí o osídlení obce již v pravěku. Ves Nosislav byla povýšena dne 4. října 1486 králem Matyášem Korvínem na městys neboli městečko se všemi výsadami, které spočívaly v udělení znaku, pečeti a konání výročních a týdenních trhů.
V 17. století po bitvě na Bílé hoře se z náboženských důvodů z obce vystěhovalo větší množství rodin, aby mohly svobodně vyznávat své náboženství. Velká část z nich se usadila v uherské Rece.
Obec patřívala do okresu Hustopeče, případně Židlochovice (pokud existoval), ovšem správní reformou roku 1960 se dostala na severní okraj okresu Břeclav, čímž byla oddělena od svého nejbližšího města Židlochovic. Příslušný stavební úřad tak sídlil v Hustopečích, ale zdravotní obvod byl židlochovický (OÚNZ Brno-venkov) a do Židlochovic v sousedním okrese také dojížděly děti 5. až 8. ročníku ZŠ. Matriční obvod pro Nosislav sídlil v blízkých Velkých Němčicích, kde se nacházelo i sídlo místního JZD Osvobození Velké Němčice.
Obec měla tři obchody, nově postavené pohostinství, poštu a místní knihovnu. Vodovod z vranovického zdroje byl již z prvních poválečných let, kanalizace byla částečně provedena při budování nové silnice městečkem v 70. letech 20. století, kdy byla na dvou místech přeložena řeka do nových koryt.
Po zrušení okresních úřadů roku 2003 připadla do správního obvodu ORP Židlochovice.
Nedaleko Nosislavi ve středověku stávalo několik nyní již zaniklých osad. Nejznámější z nich jsou Želice. 
Nosislav je dějištěm v knize Pověsti z Nosislavi a okolí (2001) od Josefa Buriana. Výskytu Nosislavi v krásné literatuře je věnuje Nosislavská čítanka autora Blahoslava Španiela.

## Obyvatelstvo
| Rok            | 1869  | 1880  | 1890  | 1900  | 1910  | 1921  | 1930  | 1950  | 1961  | 1970  | 1980  | 1991  | 2001  | 2011  | 2021  |
| -------------- | ----- | ----- | ----- | ----- | ----- | ----- | ----- | ----- | ----- | ----- | ----- | ----- | ----- | ----- | ----- |
| Počet obyvatel | 1 270 | 1 357 | 1 374 | 1 453 | 1 462 | 1 414 | 1 464 | 1 319 | 1 484 | 1 435 | 1 333 | 1 185 | 1 243 | 1 259 | 1 306 |
| Počet domů     | 244   | 269   | 292   | 306   | 303   | 301   | 331   | 359   | 356   | 363   | 354   | 414   | 422   | 442   | 460   |

Vývoj počtu obyvatel

## Správa městyse
1. ledna 1996 byla Nosislav převedena z okresu Břeclav do okresu Brno-venkov. 23. října 2007 byl obci oficiálně vrácen status městyse.

### Symboly městyse
Vlajka byla městysi udělena rozhodnutím předsedy Poslanecké sněmovny Parlamentu České republiky dne 5. října 2004.

## Společnost
V současnosti se zde každoročně pořádá několik desítek kulturních akcí. K dispozici jsou tenisové kurty, fotbalové a dvě volejbalová hřiště, sportovní hala, dětská hřiště, parky, restaurace atd.

## Toky
Nejvýznamnějším tokem je řeka Svratka, která svým tokem v údolní nivě vytvořila podmínky pro vznik nejdříve obce. Ta byla založena na jejím levém břehu, kam se řeka méně rozlévala. Řeka proudící pod mírnými kopci nedala mnoho možností, jak se kromě kopírování jejího toku více rozvíjet. Tok řeky byl v minulosti ohrázkován a na dvou místech v 70. letech 20. století kvůli výstavbě silnice narovnán. Narovnání unikla významná přírodní památka Nosislavská zátočina.
Na katastrálním území v Nosislavském lese teče i říčka Šatava. Je to pravostranný přítok Svratky, ale až pod uherčickým jezem. Za zmínku stojí i bezejmenný tok občasně napájející Svratku zleva přímo v Nosislavi. Jeho tok je dnes již značně regulován.

## Doprava
Obcí vede silnice II/425 v úseku Židlochovice – Velké Němčice.
Územím obce dále okrajově prochází dálnice D2 (na severovýchodě), silnice II/416 (úsek Židlochovice – Pohořelice, na severozápadě) a silnice II/381 (úsek Vranovice – Velké Němčice, na jižní hranici).

## Pamětihodnosti
Na území městečka Nosislav se nacházejí následující evidované nemovité kulturní památky:
- Nejstarší památkou je katolický kostel svatého Jakuba Staršího, který byl přestavěn v době renesance, stojí na místě původní snad již románské stavby. Kostel je obehnán hradbami 4–8 m vysokými se střílnami.
- Evangelický kostel vybudovaný v letech 1872–1876 je v novorománském slohu. Sboru patří i nedaleký Husův dům a fara.
- Pozdně gotická vodní tvrz, dnes č. p. 72 se připomíná již v roce 1371. Z původní jednoposchoďové tvrze se dochovala přízemní část s arkýřem na severní straně.
- Z drobných nemovitých památek je třeba se ještě zmínit o kapličce a soše svatého Jana Nepomuckého v ulici Masarykově (odbočka do polní tratě Přední hora).

## Osobnosti
- Michal Blažek
- Vladimír Janko
- Vladimír Židek
- Leopold Benáček

## Galerie

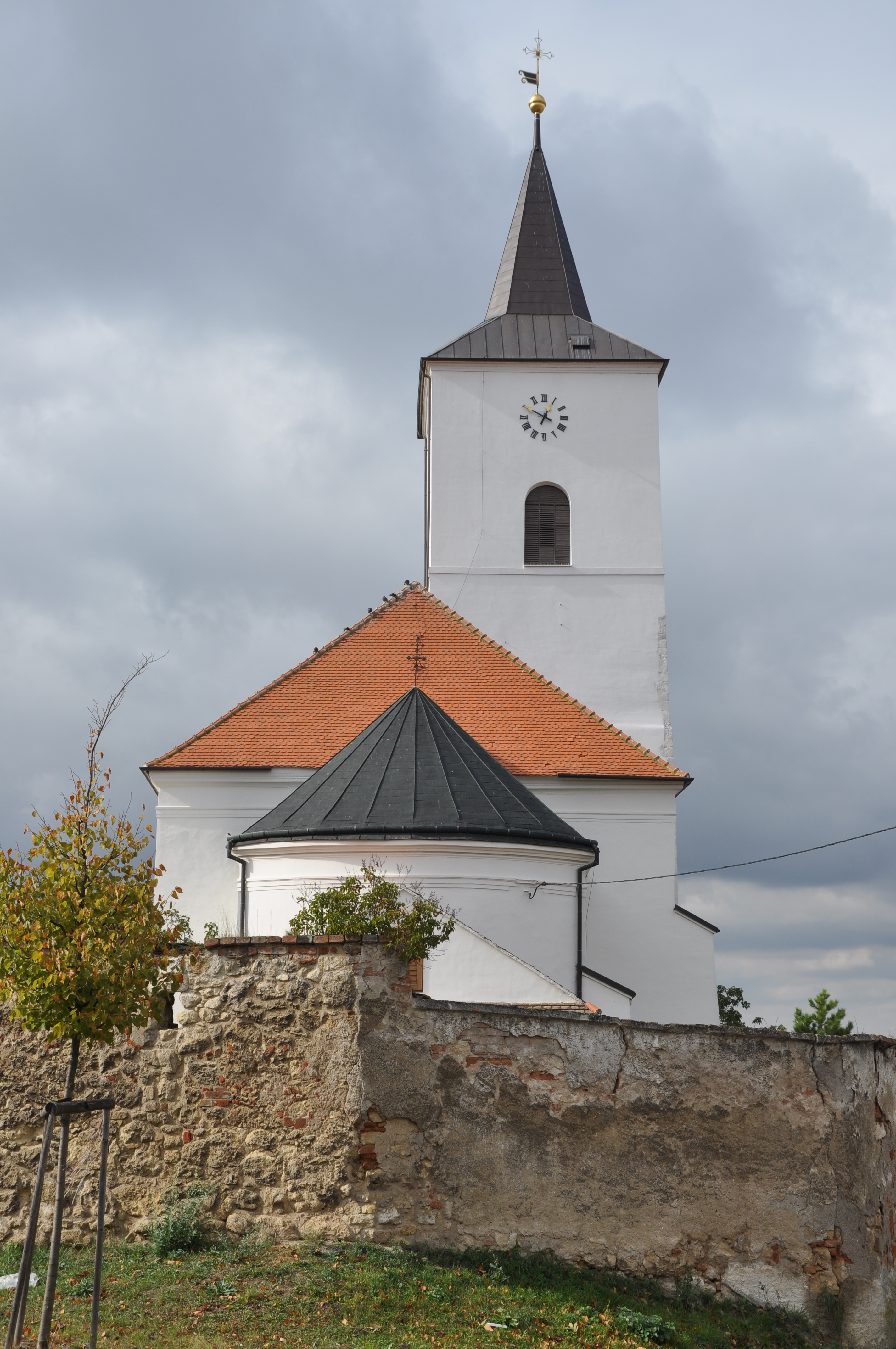
Kostel svatého Jakuba Staršího
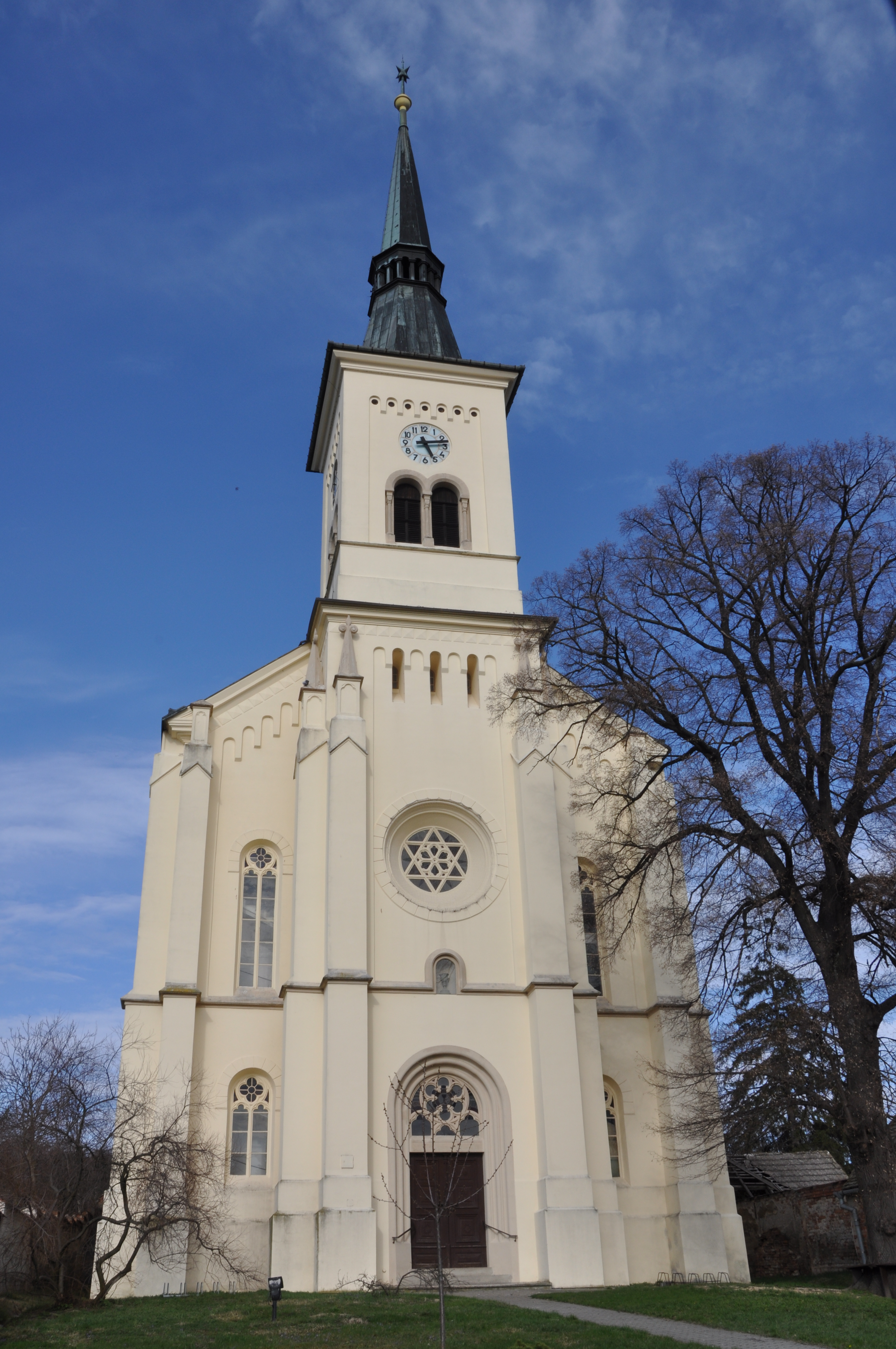
Evangelický kostel
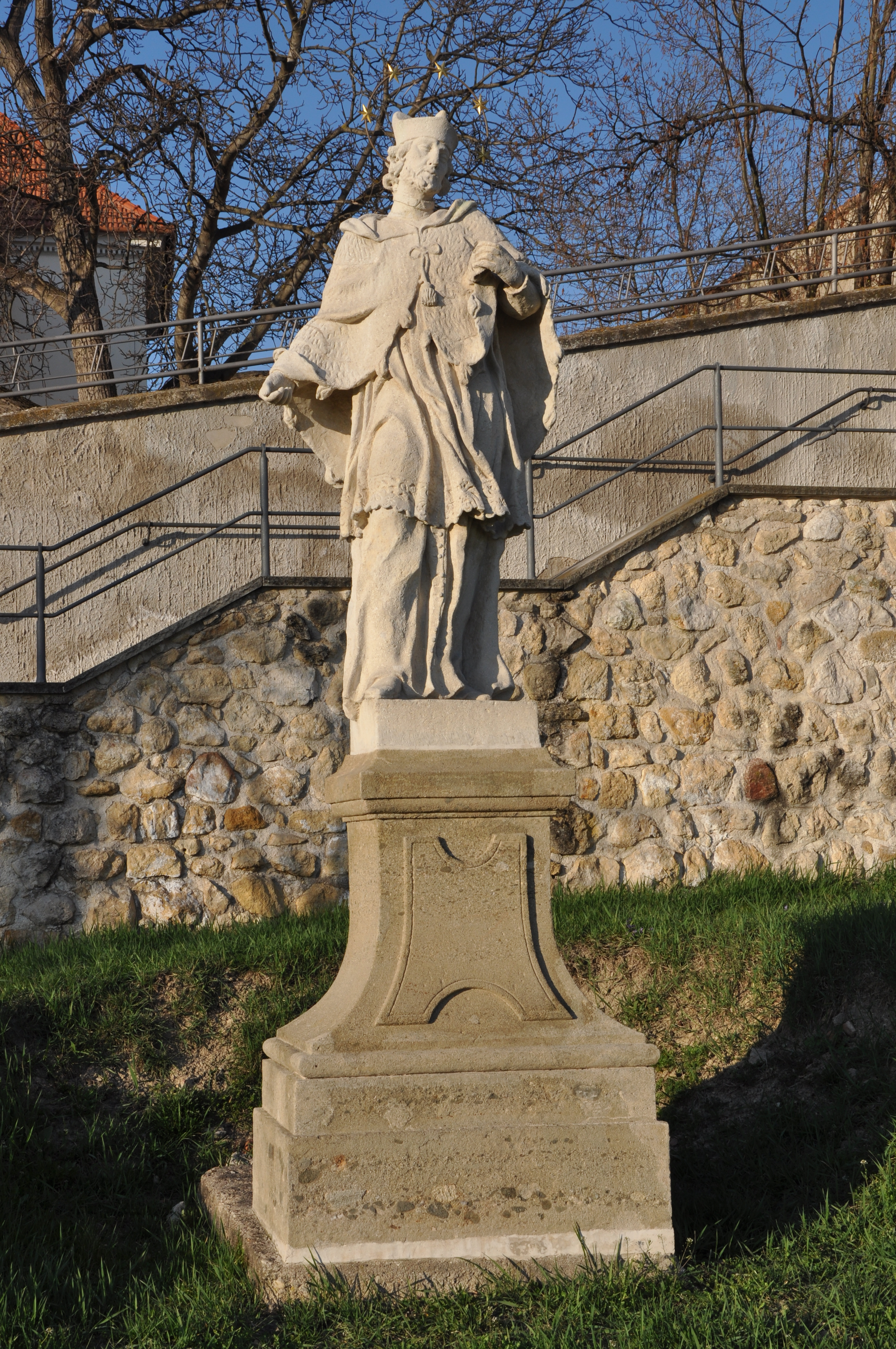
Socha sv. Jana Nepomuckého
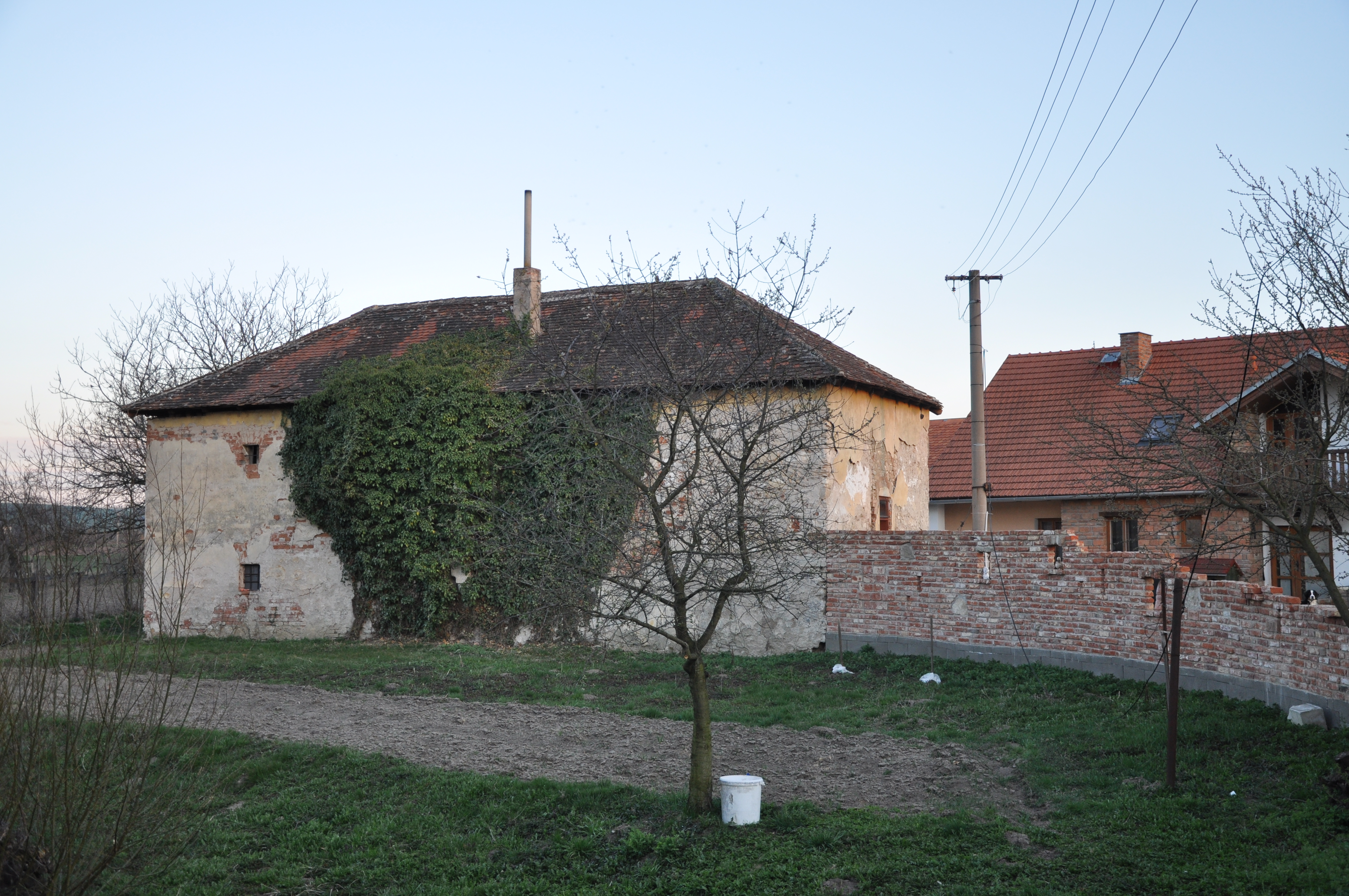
Pozdně gotická vodní tvrz